# La punta (film)
La punta (The Point) è un film d'animazione per la televisione statunitense del 1971, diretto da Fred Wolf e ideato da Harry Nilsson. È un adattamento dell'omonimo album musicale di Nilsson The Point! del 1970, che fa da colonna sonora al film, e da cui è stata tratta anche una commedia musicale, sempre con canzoni e musiche di Nilsson.
La storia tratta di un ragazzino chiamato Oblio, unica persona nata con la testa rotonda nel Villaggio a Punta, dove, per legge, tutto e tutti devono avere una punta.

## Trama
Un giorno, nel Paese degli Uomini con la Testa a Punta, dove tutto e qualsiasi cosa ha una punta, anche le teste delle persone, nasce un ragazzino con la testa rotonda, cui viene dato il nome di Oblio. Egli porta sempre un cappello a punta, per rendere meno evidente la propria diversità, e si accompagna al fido cagnolino Freccia (Arrow nell'originale), l'unico abitante del Paese che gli mostri un'amicizia incondizionata. Oblio è comunque accettato nel villaggio, a dispetto della sua diversità, fino al giorno in cui il figlio del malvagio Conte, sconfitto da Oblio in una gara di Lancio del Triangolo (lo sport locale più popolare), induce il padre a far cacciare il rivale dal Paese.
Oblio viene così esiliato nella Foresta senza Punta, assieme al cagnolino Freccia, scoprendo ben presto che nella Foresta, in realtà ricchissima di elementi a punta, vivono curiose creature, come le pericolose Api Giganti, l'enigmatico Uomo a Punta, il saggio Uomo Roccia, o le Fat Sisters, dolcissime ballerine sovrappeso, tutti allegorie della forza e delle paure che accompagnano l'individuo dalla nascita, per tutta la vita.
Al suo ritorno al Paese, Oblio incontra il Re e il popolo, e racconta la sua avventura, l'esperienza e la conoscenza acquisita: viene così acclamato come un eroe, facendo infuriare il Conte che tenta di farlo cacciare nuovamente dal Paese. Ma questa volta, un risvolto inatteso cambia inaspettatamente le sorti della vicenda.

## Personaggi e interpreti
- Dustin Hoffman: Voce narrante (prima trasmissione)
- Alan Barzman: Voce narrante (seconda trasmissione)
- Alan Thicke: Voce narrante (terza trasmissione)
- Ringo Starr: Voce narrante (versione home video)
- Paul Frees: Il Padre di Oblio- Uomo a Punta, Uomo di Foglie, paesani
- Lennie Weinrib: Il Conte
- William E. Martin: l'Uomo Roccia
- Buddy Foster: Il Figlio del Conte
- Joan Gerber: La Madre di Oblio
- Mike Lookinland: Oblio

## Produzione
Harry Nilsson disse, riguardo alla sua ispirazione di The Point, "Ero sotto l'effetto dell'LSD, e stavo guardando degli alberi, e realizzai all'improvviso che tutti terminavano a punta, e lo stesso i rami, e le case , e dissi tra me e me: "Oh, tutto ha una punta, e se non ce l'ha, potrebbe averne una.
Il lungometraggio fu diretto dall'animatore e regista Fred Wolf e prodotto dalla Murakami-Wolf Films in associazione con la Nilsson House Music. Nella prima versione la voce narrante era quella dell'attore Dustin Hoffman, ma per ragioni contrattuali le messe in onda successive dovettero essere ri-registrate con la voce dell'attore Alan Barzman e per le versioni VHS e DVD con quella di Ringo Starr. Un'altra versione degli anni ottanta per la televisione via cavo utilizzò la narrazione di Alan Thicke.

## Distribuzione
Il film di animazione fu mandato in onda per la prima volta il 2 febbraio 1971 dalla ABC nel programma ABC Movie of the Week.
In Italia venne trasmesso dalla RAI in prima visione il 22 febbraio 1974 sul Secondo Programma.